# Exostema myrtifolium
Exostema myrtifolium là một loài thực vật có hoa trong họ Thiến thảo. Loài này được Griseb. mô tả khoa học đầu tiên năm 1866.